# Wiktar Korbut
Wiktar Korbut (błr. Віктар Андрэевіч Корбут, ur. 21 września 1981 w Mińsku) – polski i białoruski uczony, doktor w dziedzinie nauk humanistycznych w dyscyplinie językoznawstwo, historyk, dziennikarz i przewodnik, członek Międzynarodowego Stowarzyszenia Białorutenistów, Białoruskiego Towarzystwa Historycznego (siedziba w Białymstoku).

## Życiorys
Absolwent Białoruskiego Liceum Państwowego Narodowego Humanistycznego im. Jakuba Kołasa w Mińsku (1998), Białoruskiego Uniwersytetu Państwowego Kultury i Sztuki w Mińsku (Wydział Systemów Biblioteczno-Informacyjnych, specjalność muzealnictwo i ochrona zabytków historii i kultury; 2003).
W latach 2016–2022 doktorant Uniwersytetu Warszawskiego. W 2024 r. obronił na Uniwersytecie Warszawskim rozprawę doktorską pt. Беларуская мова як фактар фарміравання беларускай нацыянальнай ідэнтычнасці ў перыяд рэвалюцыі 1905–1907 гг. у публіцыстыцы першых беларускамоўных газет «Наша Доля» і «Наша Нива» (Język białoruski jako czynnik kształtowania białoruskiej tożsamości narodowej w okresie rewolucji 1905–1907 r. w świetle publicystyki pierwszych gazet białoruskojęzycznych „Nasza Dola” i „Nasza Niwa”), pod kierunkiem dr hab. Jerzego Grzybowskiego (recenzenci: dr hab. Ewa Golachowska, dr hab. Mirosław Jankowiak, dr hab. Jadwiga Kozłowska-Doda).
Publikacje naukowe ukazywały się w kraju i za granicą, w tym w wydawnictwie wielotomowym Studium Europy Wschodniej Uniwersytetu Warszawskiego Polacy na Białorusi (red. Tadeusz Gawin), innych pracach zbiorowych, w czasopismach Acta Polono-Ruthenica, Przegląd Środkowo-Wschodni, Studia Interkulturowe Europy Środkowo-Wschodniej, Białoruskie Zeszyty Historyczne, Беларуская мова як замежная (Polska), Menotyra, Romuva, Liaudies kultūra (Litwa), Arche. Пачатак, Беларуская думка, Спадчына (Białoruś), Восточнославянские исследования (Rosja).
Po warsztatach dziennikarskich w Szczecinie (1998) popularyzuje zarówno w mediach polskich (Radio Rаcja (2001-2002), Polskie Radio (od 2018 r.)),  jak i w białoruskich dziedzictwo kulturowe i historyczne krajów dawnej Rzeczypospolitej (Białorusi, Litwy, Polski, Ukrainy). Poruszał te tematy m.in. w gazetach Наша ніва, Беларусь сегодня, Народная газета, Туризм и отдых, czasopismach Беларусь. Belarus (ukazuje się w tym w języku polskim), Druvis, Pro отдых, Фотомагия, w wywiadach dla mediów polskich i zagranicznych.
Uczestniczył w działalności Związku Polaków na Białorusi, Białoruskiego Frontu Ludowego „Adradżeńnie”, Towarzystwa Języka Białoruskiego im. Franciszka Skoryny.
Bada i promuje historię Mińska i Wilna, wspólnego białorusko-polsko-litewskiego dziedzictwa w tych miastach. Wśród zainteresowań naukowych – historia białoruskiego języka i ruchu narodowego, stosunki białorusko-polskie, białorusko-litewskie, polsko-litewskie, kształtowanie tożsamości narodów Europy Środkowo-Wschodniej.
Autor książek Минск. Лучший вид на этот город (Mińsk. Najlepszy widok na to miasto; 2013), Ад Мінска да Вільні. Гісторыя Беларусі ў журналісцкіх нататках (Od Mińska do Wilna. Dzieje Białorusi w notatkach dziennikarskich; 2016), Мінск. Спадчына старога горада. 1067-1917 (Mińsk. Dziedzictwo dawnego miasta. 1067-1917; 2016; współautor: Dzmitry Łaśko), Мінск. Спадчына сталіцы Беларусі. 1918-2018 (Mińsk. Dziedzictwo stolicy Białorusi. 1918-2018; 2017; współautor: Dzmitry Łaśko), zestawów pocztówek Vilnius – Вільня. Сталіца Літвы ў гісторыі Беларусі (Vilnius – Wilno. Stolica Litwy w dziejach Białorusi; 2015), Мінск. Минск. Minsk (2017) (współautor: Dzmitry Łaśko), Беларусь. Беларусь. Belarus (2017) (współautor: Dzmitry Łaśko), autor koncepcji i redaktor albumu Białoruś, Litwa, Polska czasów Stanisława Moniuszki w rysunkach jego ojca Czesława Moniuszki (2019).
Autor tras turystycznych: Mińsk. Najlepszy widok na miasto. 10 wieków przez 3 godziny, Vilnius – Wilno. Stolica Litwy w dziejach Białorusi, Białoruskie dziedzictwo Warszawy.

## Nagrody i wyróżnienia
- Dyplom Honorowy Instytutu Polskiego w Mińsku w konkursie im. Jerzego Giedroycia za rzetelność i uniwersalny wymiar kulturowy publicystyki (2004)[16],
- zwycięzca IX Republikańskiego Konkursu Turystycznego Пазнай Беларусь (Poznaj Białoruś; 2011)[17],
- zwycięzca Narodowego Konkursu Prasy Залатая ліцера (Złota Czcionka) w nominacji „Najlepsze publikacje kulturowe i historyczne” (2012)[18],
- zwycięzca konkursu Białoruskiego Związku Dziennikarzy za najlepszą informacyjno-analityczną pracę dziennikarską (2013),
- zwycięzca konkursu Białoruskiego Związku Dziennikarzy za najlepszą pracę dziennikarską na tematy kultury i sztuki (2015)[19],
- laureat nagrody Białoruskiego PEN-Centrum im. Franciszka Bohuszewicza za książkę Мінск. Спадчына старога горада. 1067-1917 (2017) (wspólnie z Dzmitrym Łaśko)[20].